# 陳星聚
陳星聚（1817年4月2日—1885年8月2日），字耀堂，河南省開歸陳許道許州直隸州临颍县陳村（今河南省漯河市臨潁縣台陈镇台陈村）人，清朝政治人物。曾擔任過臺灣府淡水撫民同知、臺灣府中路撫民理番同知、臺北府知府，以及福建省順昌縣、建安縣、閩縣、仙遊縣、古田縣的知縣等官職。

## 生平
陳星聚出生於嘉慶廿二年二月十六日（1817年4月2日）子時:217，道光廿九年（1849年）己酉科鄉試中舉人。咸豐三年（1853年）河南境內捻軍起事，他督率鄉團與捻軍人士對抗，亂平後，因功授知縣。同治三年（1864年），陳星聚出任福建省延建邵道延平府順昌縣知縣。任內積極配合左宗棠軍隊追捕太平天國的餘眾，曾抓到郭英、辜留、林春、黃阿五等人並就地正法。此外還用勸說方式感化在九龍山上落草為寇的農民，當地百姓因為此事而建了生祠。他在任的功績被閩浙總督左宗棠與福建巡撫徐宗幹肯定，將陳星聚奏保軍機處留名陞用，調署同道建寧府建安縣。
同治六年（1867年），陳星聚調任建安縣知縣，任內曾捐俸重修紫芝書院、考棚。此外他還動員當地有錢人捐資，增設義學。同治七年（1868年），陳星聚改任福州道福州府閩縣知縣，任內清理積案，平息冤獄，被百姓稱為「陳青天」。但後來因為無法阻止英、法二國在川石島上構築砲臺而辭官。
同治八年（1868年），陳星聚出任興泉永道興化府仙遊縣知縣，為改善民風，作有〈八戒十勸歌〉。後來在同治十年（1871年）改任福州道福州府古田縣知縣，因解決閩清縣土豪豪奪當地農民土地的問題，並嚴懲超收田賦的不肖官吏，當地居民為他建了生祠「陳公祠」。此外陳星聚為了抵禦外侮，在當地練有童子軍。因其政績，閩浙總督李鶴年、福建巡撫王凱泰一同表彰他，之後陳星聚陞補臺灣府淡水廳撫民同知。
同治十一年（1872年）陞補同知後，陳星聚在次年（1873年）抵臺赴任。而在轄區的三角湧、大嵙崁等內山處，多有盜賊，劫殺頻仍，前任同知以是被劾。陳星聚以懸賞方式緝捕，親赴山區，後遂獲盜賊賊首吳阿來，並予以捕殺。此外陳星聚還辦理團練，編查戶口。而為了改善社會風氣，他曾廣發明朝呂坤的〈好人歌〉與福建巡撫部院編寫的〈戒賭俚歌〉來曉諭百姓。
光緒元年（1875年）受牡丹社事件影響，沈葆楨等官員建議調整臺灣的行政區劃，提議設立臺北府。光緒四年（1878年），因臺北正式建府，淡水同知一職被裁，陳星聚隨之調任臺灣府中路撫民理番同知。不久後，因試署的臺北知府林達泉驟逝，陳星聚曾代理臺北府知府。而在這一年，陳星聚也負責臺北城建城計畫。之後的臺北府知府趙鈞因為同時也是臺灣府知府，實際上待在臺灣南部辦公，臺北府政務實際上仍多由陳星聚處理。光緒七年（1881年）趙鈞因丁母憂去職，閩浙總督何璟推薦陳星聚正式擔任知府。
陳星聚中法戰爭的臺北西仔反戰役，也頗有戰功。光緒十一年（1885年），中法戰爭和議後不久，六月廿二日（8月2日）卯時於知府任內去世:225。

## 評價
- 《重修臨潁縣志‧陳星聚》：「選用剛柔，兼施威惠。」[2]
- 《古田縣志‧卷33‧循吏傳》：「試童子軍，關防嚴密，無敢作奸。所拔多宿學寒畯，為政寬嚴並濟、澤下於民。」[2]

## 行政文獻
- 現存「光緒九年（1883）臺北府知府陳星聚蓋印移還臺北清賦總局細茶捐單伍千張」乙篇。[3]